# Parti pour la démocratie et le progrès (Tanzanie)
Pour les articles homonymes, voir Parti pour la démocratie et le progrès.
Le Parti pour la démocratie et le progrès (Chama cha Demokrasia na Maendeleo en swahili, souvent abrégé en Chadema) est un parti politique tanzanien, membre de l'Union démocratique internationale.
Aux élections législatives de 2015, il obtient 73 sièges à l'Assemblée nationale.

## Histoire
En juillet 2024, Dioniz Kipanya, responsable du Chadema dans la région de Rukwa est enlevé. En août, le président du parti, Freeman Mbowe (en), son adjoint Tundu Lissu, John Mnyika (en), le secrétaire-général et d'autres membres du parti sont arrêtés peu avant une manifestation. L'ONG Amnesty International s'inquiète de ces arrestations. En septembre, trois dirigeants du partis sont enlevés dans la capitale et en octobre, Ali Mohamed Kibao, membre du secrétariat national du Chadema est enlevé, torturé puis tué. Si une enquête est ouverte par la police sur la mort de Kibao, l'opposition considère toutefois que ces enlèvements sont faits par la police et demande en conséquence une enquête indépendante,,.
En octobre 2024, Aisha Machano, porte-parole de la BAWACHA, l'aile féminine du Chadema, déclare avoir été arrêtée et torturée par la police avant d'être relâchée. Machano lie ces événements à une manifestation de protestation contre les disparitions forcées de membres du Chadema.
Mbowe est de nouveau arrêté en novembre 2024 lors d'un rassemblement et libéré le lendemain.
En décembre 2024, Tundu Lissu se déclare candidat à la présidence du Chadema pour l'élection interne de janvier 2025. Lissu critique la politique du président actuel du parti, Freeman Mbowe, qu'il trouve trop conciliante vis-à-vis du gouvernement contrôlé par le Chama cha Mapinduzi. Lissu l'emporte lors du congrès de janvier avec 51,5 % des voix (513 voix) face à Mbowe (48,3 % des voix).
Le 9 avril 2025, Tundu Lissu est arrêté, avec d'autres membres du Chadema, et inculpé pour « trahison » et « publication de fausses informations ». L'accusation de trahison peut lui valoir la peine de mort. Le Chadema refuse de signer un « protocole électoral préparatoire », assimilé à un code de bonne conduite, car il le considère comme « anticonstitutionnel ». En conséquence, le 14 avril, la commission électorale nationale (en) exclut le Chadema et ses candidats des élections législatives d'octobre 2025 (en).

## Résultats électoraux
| Élection  | Voix      | %     | Sièges   |
| --------- | --------- | ----- | -------- |
| 1995 (en) | 396,825   | 6,16  | 4 / 285  |
| 2000 (en) | 300,567   | 4,23  | 5 / 295  |
| 2005 (en) | 888,133   | 8,20  | 11 / 323 |
| 2010 (en) | 2 271 941 | 27,05 | 48 / 357 |
| 2015      | 4 627 923 | 31,75 | 73 / 393 |
| 2020      | 1 933 271 | 13,04 | 20 / 393 |